# Museo Travesti del Perú
Museo Travesti del Perú é um museu itinerante criado em 2003 pelo artista, filósofo e travesti peruano Giuseppe Campuzano. A criação deste museu nasce da necessidade de desvelar uma história própria, uma história do país inédita.

## História

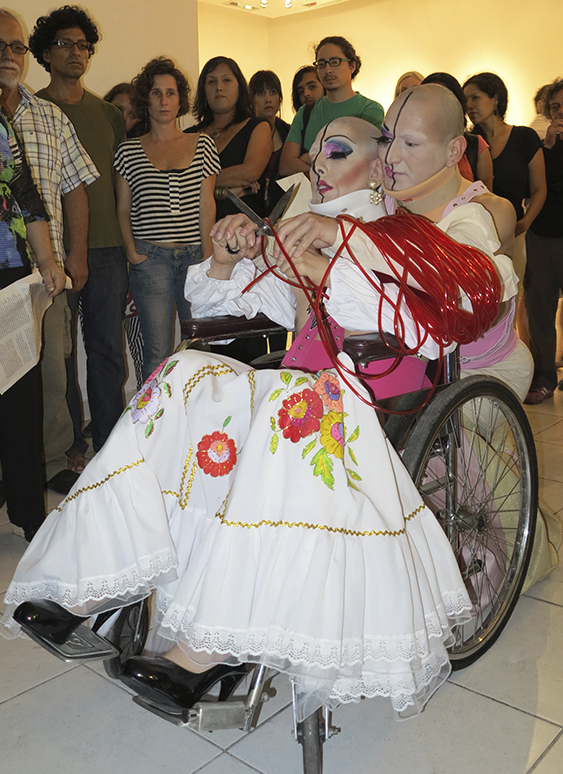
Giuseppe Campuzano (izq.) junto a Germain Machuca para apresentação do Museu Travesti do Peru na sala Luis Olhou Quesada Garland de Miraflores

O Museo Travesti del Perú nasce da necessidade de uma história própria, mediante a exploração de uma arqueologia dos maquillajes e uma filosofia dos corpos. O conceito de que os museus têm sido desde seus inícios espaços de cor e reflexão, bem como também de sacralización e dogma, onde as obras coleccionadas se recolhem dentro de um canon ortodoxo regido pela normativa museística.
Este projecto madurado durante mais de 20 anos pelo autor, é um exercício do pensamento interseccional da história. Para sua elaboração faz acopio de objetos, imagens, textos e documentos, com o fim de criar modelos de produção sobre o corpo mediante acções montagens e publicações, entre a performance e a investigação histórica. As posições do transgénero, travesti, transsexual, intersexual e andrógino são colocadas como actores e sujeitos políticos centrais de qualquer construção da história.
Foi apresentado ao público no 2009 em Bogotá no VII Encontro do Instituto Hemisférico de Performance e Política. Posteriormente a mostra participou em 31 Bienal de Sao Paulo em 2014. Em Europa apresentou-se o museu completo com o título Líne de Vida – Museo Travesti del Perú, na exposição, na Galerie de l’erg (Ecole Superieure dês Arts, Bruxelas) no ano 2015.
Ao resgatar o património travesti, o museu converte-se em ferramenta de empoderamento e de inclusão social. Do espaço simbólico–coletivo às liberdades individuais. No Glossário do livro do Museo Travesti del Perú, Campuzano define o travesti como, "Pessoa que assume as características do «sexo oposto». Este, ainda que um propósito legítimo, resulta num composto de características masculinas e femininas que, conquanto toda a pessoa possui em diferentes níveis, o travesti explicita enquanto comprova as inadequadas normas de género imperantes —o masculino e feminino exclusivos."
Em palavras do fundador Giuseppe Campuzanoː
O Museo Travesti del Perú nasceu da necessidade de uma história própria – uma história inédita do Peru –, testando uma arqueologia da maquiagem e uma filosofia dos corpos, para propor uma elaboração de metáforas mais produtiva do que qualquer catalogação exclusiva. É um “falso museu” (como o nome “falsa mulher” com que esta linguagem maniqueísta nos adjectiva). Museu disfarçado, cujas máscaras – o artesanato, a fotocópia, a gigantografia, a bandeira, esses sistemas de produção em massa – não escondem mas, pelo contrário, mostram. Eles não se camuflam, mas se travestem.